# Paolo Affronti
Paolo Affronti (Vita, 8 aprile 1941) è un politico e giornalista italiano, eletto deputato nella XV Legislatura.

## Attività politica
Fino all'inizio degli anni novanta è stato un esponente democristiano vicino prima a Carlo Donat-Cattin e poi a Franco Marini.
Con la Democrazia Cristiana è stato dal 1970 al 2010 consigliere comunale e due volte sindaco di Voghera, non viene confermato come primo cittadino dopo le amministrative del 1993. Un anno prima aveva ricevuto un avviso di garanzia con l'accusa di "danno ambientale" in un'indagine su presunte tangenti nel business dei rifiuti. Confermerà poi il proprio seggio da consigliere comunale a Voghera ininterrottamente sino al 2010.
Dopo lo scioglimento della DC passa inizialmente al PPI, mentre nel 1995 aderisce ai Cristiani Democratici Uniti di Rocco Buttiglione, che nel 1998 segue nell'esperienza che porta all'UDR. Nel 1999 confluisce nell'UDEUR di Clemente Mastella. Con tale partito alle elezioni politiche del 2006 viene eletto deputato e nella XV Legislatura è stato capogruppo e segretario della X commissione Attività Produttive, Commercio e Turismo. Ha seguito i provvedimenti in materia di liberalizzazioni ed è stato co-firmatario del DDL per la semplificazione dell'avvio di nuove imprese. Conclude il proprio mandato parlamentare nel 2008.
Dal 2011 è presidente provinciale dell'UDC di Pavia. Dal luglio 2017 è vice segretario regionale della Lombardia dello stesso partito.
Dal 2020 è vicepresidente ASM Voghera SpA.

## Onorificenze

- Commendatore dell'Ordine al Merito della Repubblica Italiana (Il 27 dicembre 2005 il Presidente della Repubblica ha conferito l'onorificenza)
- Cavaliere Ufficiale dell'Ordine al Merito della Repubblica Italiana (Il 27 dicembre 2003 il Presidente della Repubblica lo ha insignito dell'onorificenza)
- Cavaliere dell'Ordine al Merito della Repubblica Italiana (Il 27 dicembre 1999 il presidente della repubblica lo ha insignito dell'onorificenza)